# Osiek (Oświęcim)
Pour les articles homonymes, voir Osiek.
Osiek est une localité polonaise, siège de la gmina d'Osiek, située dans le powiat d'Oświęcim en voïvodie de Petite-Pologne.